# رازبورای آتشی
رازبورای آتشی (نام علمی: Rasbora api) گونه‌ای از کپورماهیان از تیره رازبورا است. این گونه در رودخانه‌های سوماترا زندگی می‌کند و توسط دانیل ناتانائل لومبانتوبینگ، دانشجوی اندونزیایی دوره دکترای علوم زیستی دانشگاه جورج واشینگتن، ایالات متحده کشف شده است.

## در فرهنگ لغات
نام «آپی» در زبان اندونزیایی به معنای آتش است. این اسم به دلیل رنگ نارنجی آتشین باله دمی و باله پشتی این گونه انتخاب شده است. الگوی رنگدانه ای که مانند آتش ظاهر و دیده می‌شود.

## ویژگی
وجه تمایز آن از دیگر گونه‌های مشابه توسط خط جانبی سیاهی که از پهلوی آن عبور می‌کند.